# Bataille des Abrolhos
Pour les articles homonymes, voir Abrolhos.
Guerre de Trente Ans
Batailles
La bataille des Abrolhos ou bataille de Pernambouc s'est déroulée en 1631 dans l'archipel des Abrolhos au Brésil.

## Contexte
Après être revenu avec Fadrique de Toledo des Amériques, en ayant nettoyé les Caraïbes des pirates, Antonio de Oquendo apprend que les villes brésiliennes de Pernambouc et de Recife ont été capturées par les Hollandais avec une force de 67 navires et 6 000 hommes.
Deux flottes sont préparées pour contrer cette menace. Celle d'Oquendo était composée de 26 navires. 12 caravelles l'accompagnent, transportant 3 000 soldats.
Arrivé à Bahia, il y renforce la garnison et continue sa route en direction de Pernambouc en compagnie de 20 navires marchands qui se sont joints à lui. Ayant appris la présence des Espagnols, les Hollandais envoient 17 galions bien approvisionnés et armés, renforcés par 1 500 soldats à leur bord. Deux de leurs navires étaient en outre de 1 000 tonnes et 50 canons.
Les Espagnols quant à eux avaient 5 navires de moins de 300 tonnes, 5 autres avaient seulement la moitié de leur infanterie embarquée et seuls les 6 derniers étaient équipés à peu près correctement. 
En outre, Oquendo refusa que l'infanterie transportée dans les caravelles, sous les ordres du comte de Bayolo (pt),, soit transférée à bord des galions, car ses ordres étaient de les transférer aux Amériques.

## Bataille
La bataille commença à 8 h du matin à 240 km de l'archipel des Abrolhos. La flotte hollandaise avança formée en arc de cercle. Oquendo parvint à coller son navire, le Santiago, au navire amiral hollandais de Pater. Celui-ci tenta de se dégager mais n'y parvint pas, car des soldats espagnols avaient déjà abordé son navire et l'avaient amarré au Santiago. Un autre galion hollandais aborda le navire espagnol par l'autre côté, mais le reste des navires d'Oquendo l'appuyèrent. 
À 16 h, le combat était encore indécis, mais un taquet enflammé, tiré par un canon du Santiago, mit feu au navire amiral hollandais. Le navire du second d'Oquendo remorqua le Santiago pour l'éloigner de l'explosion du navire hollandais de Pater.

## Conséquences
Oquendo captura l'étendard de Hollande et mit en fuite l'ennemi, détruisant 3 navires hollandais, qui perdirent 2 000 hommes. Les Espagnols perdirent 1 navire et 600 hommes.
Oquendo amena des troupes de renfort à Pernambouc et repartit ensuite pour l'Espagne.